# Rang (Doubs)
Rang ist eine französische Gemeinde mit 389 Einwohnern (Stand: 1. Januar 2022) im Département Doubs in der Region Bourgogne-Franche-Comté.

## Geographie
Rang liegt auf 292 m, drei Kilometer südwestlich von L’Isle-sur-le-Doubs und etwa 20 Kilometer westsüdwestlich der Stadt Montbéliard (Luftlinie). Das Dorf erstreckt sich am östlichen Talrand des Doubs am Eingang in ein kurzes Seitental, am Nordrand der äußersten Höhenzüge des Juras.
Die Fläche des 10,32 km² großen Gemeindegebiets umfasst einen Abschnitt des Doubstals. Die nördliche Grenze verläuft entlang dem Doubs, der hier mit großen Schleifen in einer ungefähr ein Kilometer breiten flachen Talniederung fließt und von der Wasserstraße des Rhein-Rhône-Kanals begleitet wird. Auf der Westseite des Doubs gehört der Steilhang des Bois le Chanois (bis 360 m) zu Rang. Vom Flusslauf erstreckt sich das Gemeindeareal nach Süden und Südosten über die Talaue bis auf die angrenzenden Hochflächen (350 bis 390 m), die durch das Tälchen von Rang unterteilt sind. Das Plateau ist überwiegend von Acker- und Wiesland bestanden. Im Osten verläuft die Grenze entlang dem Waldgebiet von Le Chénardiot. Mit einem schmalen Streifen reicht der Gemeindeboden nach Süden in den Bois de Charme und bis auf die östlichen Ausläufer der Côte d’Armont, auf der mit 524 m die höchste Erhebung von Rang erreicht wird.
Nachbargemeinden von Rang sind Mancenans und Appenans im Norden, L’Isle-sur-le-Doubs im Osten, Anteuil im Süden sowie Saint-Georges-Armont und Pompierre-sur-Doubs im Westen.

## Geschichte
Während der Römerzeit führte der Verkehrsweg von Vesontio (Besançon) zum Oberrhein durch das Gebiet von Rang. Im Mittelalter gehörte Rang zur Herrschaft L’Isle-sur-le-Doubs. Die erste Kirche wurde vermutlich im ausgehenden 13. Jahrhundert errichtet. Zusammen mit der Franche-Comté gelangte das Dorf mit dem Frieden von Nimwegen 1678 an Frankreich. Heute ist Rang Teil des Gemeindeverbandes Deux Vallées Vertes.

## Bevölkerung
| Jahr                       | 1962 | 1968 | 1975 | 1982 | 1990 | 1999 | 2010 | 2020 |
| Einwohner                  | 364  | 405  | 469  | 518  | 474  | 450  | 418  | 392  |
| Quellen: Cassini und INSEE |      |      |      |      |      |      |      |      |

Mit 389 Einwohnern (Stand 1. Januar 2022) gehört Rang zu den kleinen Gemeinden des Départements Doubs. Nachdem die Einwohnerzahl in der ersten Hälfte des 20. Jahrhunderts stets im Bereich zwischen 330 und 390 Personen gelegen hatte, wurde besonders während der 1970er Jahre ein deutliches Bevölkerungswachstum verzeichnet. Nach einem Höchststand zu Beginn der 1980er Jahre begann ein rückläufiger Trend, der bis heute anhält.

## Sehenswürdigkeiten
Die heutige Kirche Saint-Léger wurde 1739 im klassizistischen Stil erbaut.

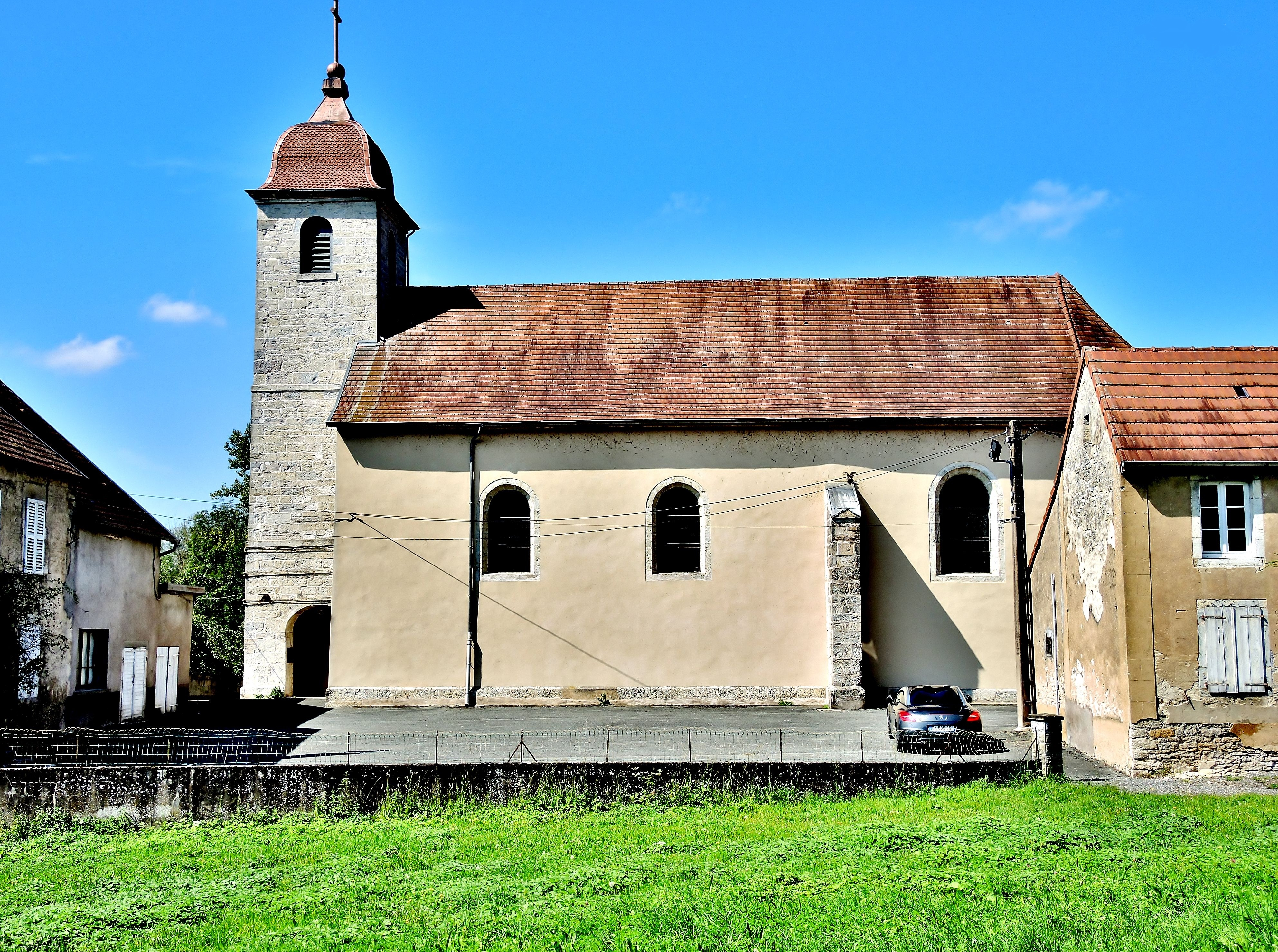
Kirche Saint-Léger
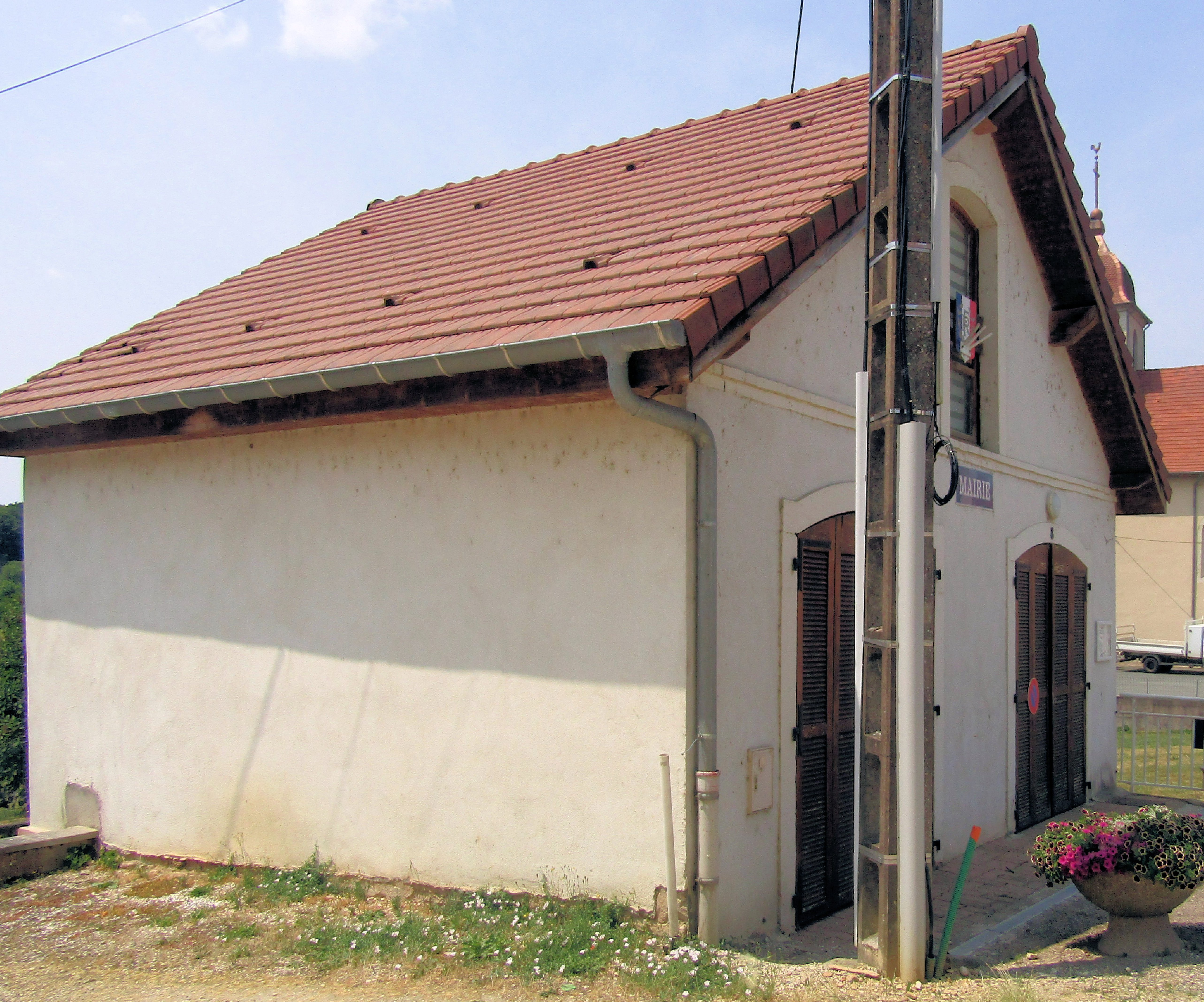
Rathaus
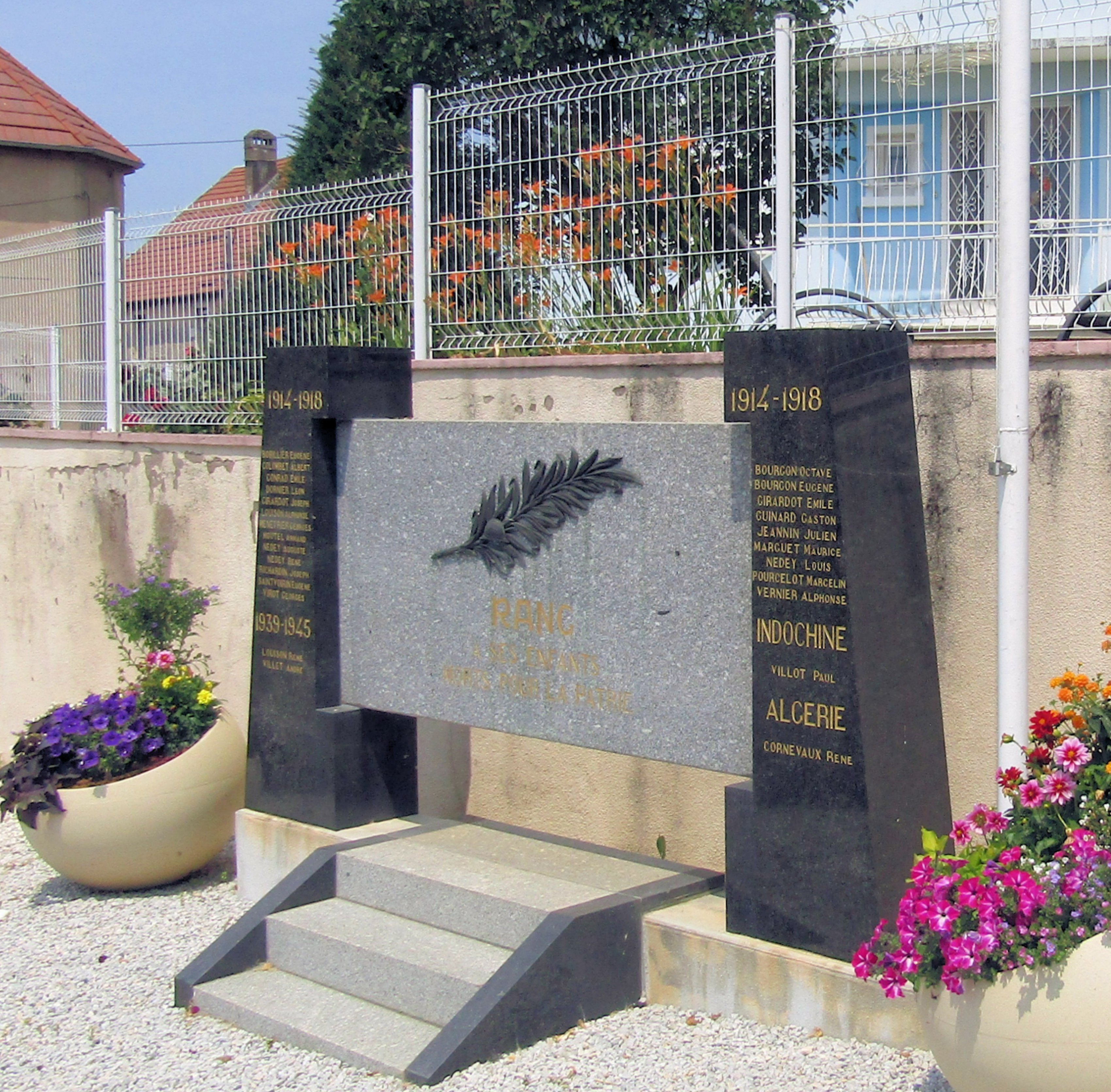
Gefallenendenkmal

## Wirtschaft und Infrastruktur
Rang war bis weit ins 20. Jahrhundert hinein ein vorwiegend durch die Landwirtschaft (Ackerbau, Obstbau und Viehzucht) und die Forstwirtschaft geprägtes Dorf. Daneben gibt es heute einige Betriebe des lokalen Kleingewerbes. Am Ortsrand entstand eine Gewerbe- und Industriezone, in der sich unter anderem Unternehmen des Automobilbaus und der Herstellung von Spanngurten und Ketten niedergelassen haben. Mittlerweile hat sich das Dorf auch zu einer Wohngemeinde gewandelt. Viele Erwerbstätige sind deshalb Wegpendler, die in den größeren Ortschaften der Umgebung ihrer Arbeit nachgehen.
Die Ortschaft ist verkehrstechnisch gut erschlossen. Sie liegt an der Hauptstraße N83, die von Besançon nach Montbéliard führt. Der nächste Anschluss an die Autobahn A36, welche das Gemeindegebiet durchquert, befindet sich in einer Entfernung von ungefähr vier Kilometern. Eine weitere Straßenverbindung besteht mit Saint-Georges-Armont. Rang besitzt einen Bahnhof an der Eisenbahnstrecke Dole–Besançon–Belfort, der allerdings nicht mehr bedient wird.